# Termes anatòmics de neuroanatomia
- d: Eix axial, superoinferior o dorsoventral (groc)
- l: Eix esquerra-dreta o lateral (cian, blau-verd)
- m: Eix medial, anteroposterior o cranial-a-caudal (magenta)

- A: Pla axial, transvers o horizontal (blau), que conté l'eix lateral i també l'eix medial
- C: Pla coronal (verd), que conté l'eix axial i l'eix lateral
- S: Pla sagital (vermell), que conté l'eix axial i l'eix medial

- e: L'ull en l'extrem anterior del cervell
- P: Un pla parasagital (groc) a través d'un ull; els plans parasagitals comprenen la classe dels plans paral·lels a (i, per tant, laterals a) el pla sagital.

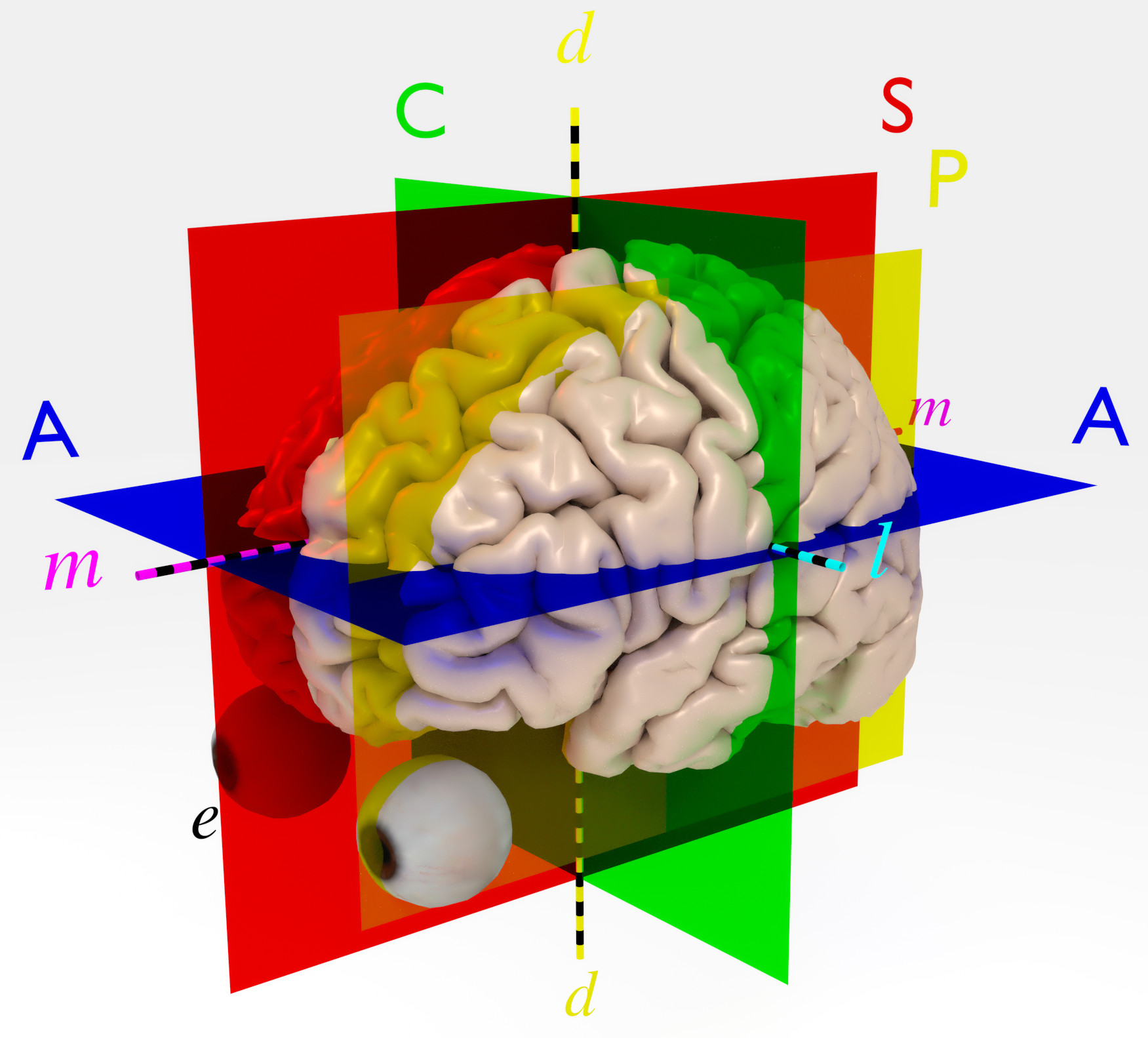
Eixos anatòmics, plans i localitzacions en l'encèfal humà
Tres eixos: d: Eix axial, superoinferior o dorsoventral (groc)
l: Eix esquerra-dreta o lateral (cian, blau-verd)
m: Eix medial, anteroposterior o cranial-a-caudal (magenta)
Tres plans majors: A: Pla axial, transvers o horizontal (blau), que conté l'eix lateral i també l'eix medial
C: Pla coronal (verd), que conté l'eix axial i l'eix lateral
S: Pla sagital (vermell), que conté l'eix axial i l'eix medial
També: e: L'ull en l'extrem anterior del cervell
P: Un pla parasagital (groc) a través d'un ull; els plans parasagitals comprenen la classe dels plans paral·lels a (i, per tant, laterals a) el pla sagital.

Per entendre els termes utilitzats per a la localització anatòmica, considereu un animal amb un sistema nerviós central recte, com un peix o un llangardaix. En aquests animals, els termes "rostral/cranial", "caudal", "ventral" i "dorsal" signifiquen, respectivament, cap al cap, cap a la cua, cap al ventre i cap a l'esquena.
- "Dorsal" significa "en la direcció d'allunyament de la medul·la espinal, és a dir, en la direcció del sostre de la cavitat cranial".
- "Ventral" significa cap avall, cap a terra de la cavitat cranial i d'allí al cos.

Eixos: Es troben en l'eix superoinferior o dorsoventral. El tercer eix passa a través de les orelles, i es diu l'eix esquerra-dreta, o lateral.
Aquests tres eixos del cervell humà coincideixen amb els tres plans en què es troben, tot i que les condicions dels plans no s'han canviat a partir dels termes dels plans corporals. Els plànols de referència més utilitzats són:
Axial, el pla que és horitzontal i paral·lel al pla axial del cos en la posició anatòmica estàndard. Conté (i, per tant, es defineix per) el lateral i els eixos medial del cervell.
Coronal, un pla vertical que passa a través de les dues orelles, i conté els eixos laterals i dorsoventral.
Sagital, un pla vertical que passa d'entre les fosses nasals, i entre els hemisferis cerebrals, dividint el cervell en meitats esquerra i dreta. Conté els eixos dorsoventral i medial del cervell. Un pla parasagital és qualsevol pla paral·lel al pla sagital.